# Festuca sclerophylla
Festuca sclerophylla là một loài thực vật có hoa trong họ Hòa thảo. Loài này được Boiss. ex Bisch. mô tả khoa học đầu tiên năm 1849.